# 中華民国の切手と郵便史
中華民国の切手と郵便史（英: Postage stamps and postal history of China）では中華民国（台湾）の郵政事業体である中華郵政および、その前身となった郵政組織が発行した郵便切手や、中華民国の郵便の歴史に関して記述する。

## 概略

### 列強による郵政事業
中国大陸において最初の近代的郵政事業を行ったのは香港郵政であった。しかし、これは欧州列強による植民地的分割に必要とされたためであり、中国の国家によるものではなかった。ただし手紙のやり取りを行う通信手段はすでに古代の商代には組織化されており、その後の歴代の中国王朝は公用通信をやり取りするシステムは整備されていたほか、清代には“民信局”と呼ばれる民間の郵便事業者が活動していた。
1840年代以降、欧米列強は近代的郵便事業を本国とのやり取りのために必要であったことから、それぞれの租界に自国の郵便局を設立した。これらは地元の中国人の郵便物も引き受けていた。また書信館と呼ばれる郵便事業組織は中国各地に独自の郵便局を開設していた。

### 海関郵政

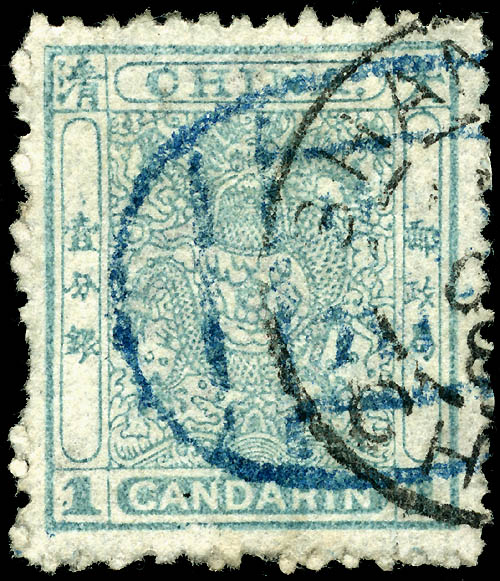
上海の海関郵政が発行した切手（1885年）

これらの動きに対し、1866年に当時の各開港地に置かれた清朝の税関「海関」に、北京の在外公館の文書を逓送するため郵政業務を担わせることになり、この郵政事業体は後に「海関郵政」（Customs Post Office）と呼ばれている。主に開港地の外国人の郵便物を逓送していたが、1878年に清朝政府による最初の切手が発行された。

### 大清郵政

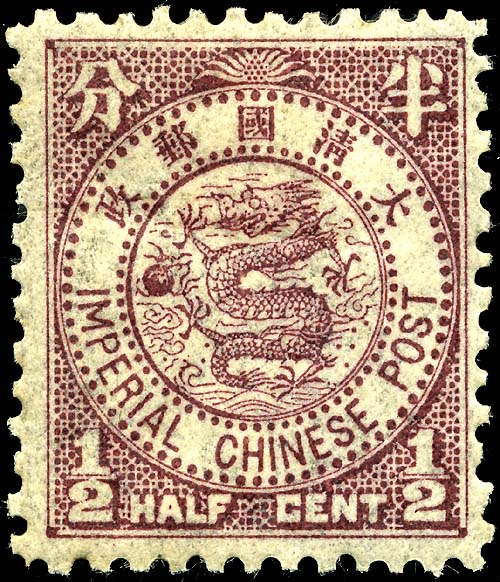
大清郵政が発行した切手（1897年）

1896年3月20日に「海関郵政」の事業は清朝政府に移管され、ここに国家郵政事業体としての「大清郵政」が創業した。この日は中国における郵政事業の創業日とされている。

### 中華民国郵政

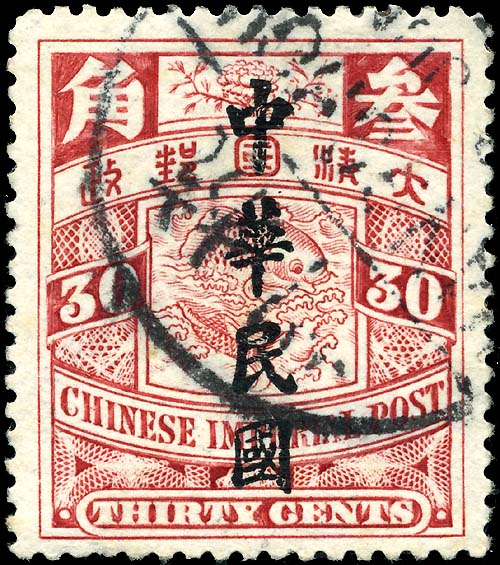
大清郵政の切手に中華民国と加刷された切手（1911年）

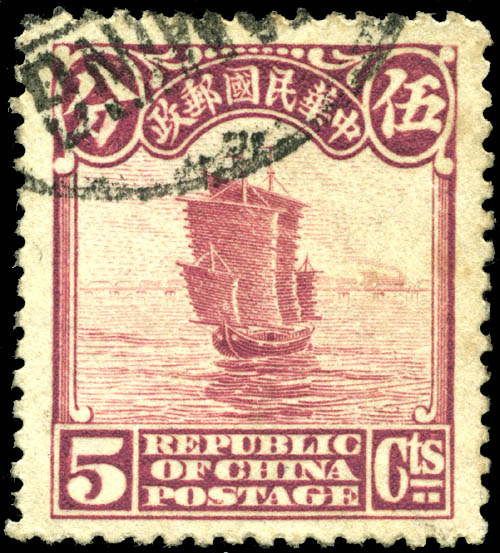
中華民国郵政の普通切手（1923年）

1911年の辛亥革命を機に1912年1月1日に中華民国が建国し、名称が「中華民国郵政」に変更された。